# Módulo de incompresibilidad

Ilustración de un caso de compresión uniforme

El módulo de (in)compresibilidad ({\displaystyle K\,}) o modulo volumétrico (en notación española {\displaystyle {\frac {1}{k}}}[cita requerida]), de un material mide su resistencia a la compresión uniforme y, por tanto, indica el aumento de presión requerido para causar una disminución unitaria de volumen dado.
El módulo de incompresibilidad {\displaystyle K\,} se define según la ecuación:

{\displaystyle K=-{\frac {\Delta p}{\Delta V/V}}=-V{\frac {\Delta p}{\Delta V}}}

donde {\displaystyle p\,} es la presión, {\displaystyle V\,} es el volumen, {\displaystyle \Delta p\,} y {\displaystyle \Delta V\,} denotan los cambios de la presión y de volumen, respectivamente. El módulo de compresibilidad tiene dimensiones de presión, por lo que se expresa en pascales (Pa) en el Sistema Internacional de Unidades.
El inverso del módulo de incompresibilidad indica la facilidad para comprimir de un material y es el coeficiente de compresibilidad.

## Ejemplo
Para disminuir el volumen de una bola de hierro, con un módulo de incompresibilidad de 160 GPa (gigapascales) en un 0,5%, se requiere un aumento de la presión de 0,005×160 GPa = 0,8 GPa. Alternativamente, si la bola es comprimida con una presión uniforme de 100 MPa, su volumen disminuirá por un factor de 100 MPa/160 GPa = 0.000625 o 0,0625%.

## Usos
Aunque para el tratamiento de sólidos el efecto del módulo de incompresibilidad es muchas veces ignorado en favor de otros módulos, como el módulo de Young, para el tratamiento de fluidos, solo el módulo de incompresibilidad es representativo. En situaciones en las que un sólido se comporta como un fluido, como por ejemplo en balística terminal, el módulo de incompresibilidad no puede ser ignorado.
Estrictamente hablando, el módulo de incompresibilidad es un parámetro termodinámico y, por tanto, es necesario especificar las condiciones particulares en las que se produce el proceso de compresión, lo que da lugar a la definición de diferentes módulos de incompresibilidad. Los más importantes, aunque no los únicos, son:
- Si durante el proceso de compresión la temperatura permanece constante, tenemos el coeficiente de compresibilidad isoterma, ({\displaystyle K_{T}}) (en la notación española suele representarse como {\displaystyle {\frac {1}{k_{T}}}}) que viene dado por

{\displaystyle {K_{T}}=-V\left({\frac {\partial p}{\partial V}}\right)_{T}=\rho \left({\frac {\partial p}{\partial \rho }}\right)_{T}}

- Si el proceso de compresión es adiabático, tenemos el coeficiente de compresibilidad adiabática, ({\displaystyle K_{S}}) (en la notación española suele representarse como {\displaystyle {\frac {1}{k_{S}}}}) que viene dado por

{\displaystyle {K_{S}}=-V\left({\frac {\partial p}{\partial V}}\right)_{S}=\rho \left({\frac {\partial p}{\partial \rho }}\right)_{S}}

En la práctica, estas distinciones son solo relevantes para los gases. En un gas ideal, los módulos de incompresibilidad isotérmico y adiabático vienen dados por

{\displaystyle K_{T}={p}\qquad K_{S}={\gamma p}\,}

donde
p es la presión y
γ es el coeficiente adiabático.
En un fluido, el módulo de compresibilidad K y la densidad ρ determinan la velocidad del sonido c (ondas de presión), según la fórmula

{\displaystyle c={\sqrt {\frac {K}{\rho }}}}

En la práctica un módulo de incompresibilidad positivo garantiza un sistema estable. Es decir que cuando sea sometido a presiones mayores, este disminuye su volumen. Si se da lo contrario, quiere decir que un aumento de presión significa un aumento de volumen. Esto sólo se da en sistemas no estables tales como las reacciones químicas o algunos cambios de fase.

## Valores del módulo de incompresibilidad
| Substancia    | Módulo de compresibilidad                           |
| ------------- | --------------------------------------------------- |
| Agua          | 2,2×109 Pa (este valor aumenta a mayores presiones) |
| Aire *        | 1,42×105 Pa (compresibilidad adiabática)            |
| Aire *        | 1,01×105 Pa (compresibilidad isoterma)              |
| Acero         | 160×109 Pa                                          |
| Aluminio      | 73×109 Pa                                           |
| Bronce        | 88×109 Pa                                           |
| Cobre         | 110×109 Pa                                          |
| Cristal       | 35×109 a 55×109 Pa                                  |
| Diamante      | 442×109 Pa                                          |
| Goma (caucho) | 4,1×109 Pa (aproximado)                             |
| Helio sólido  | 5×107 Pa (aproximado)                               |
| Níquel        | 180×109 Pa                                          |
| Plomo         | 50×109 Pa                                           |

* El módulo de incompresibilidad de los gases depende fuertemente de la temperatura y la presión, mientras que para los sólidos y los líquidos se puede considerar constante.

## Fórmulas de conversión
| Fórmulas de conversión | Fórmulas de conversión                              | Fórmulas de conversión                | Fórmulas de conversión                              | Fórmulas de conversión                   | Fórmulas de conversión                                    | Fórmulas de conversión                           | Fórmulas de conversión                               | Fórmulas de conversión                         | Fórmulas de conversión                   | Fórmulas de conversión                |
| --- | --------------------------------------------------- | ------------------------------------- | --------------------------------------------------- | ---------------------------------------- | --------------------------------------------------------- | ------------------------------------------------ | ---------------------------------------------------- | ---------------------------------------------- | ---------------------------------------- | ------------------------------------- |
| Los materiales elásticos lineales isótropos homogéneos tienen sus propiedades elásticas únicamente determinadas por dos módulos cualesquiera de los especificados anteriormente, por lo tanto, cualquier otro módulo de elasticidad puede ser calculado de acuerdo a estas fórmulas. |                                                     |                                       |                                                     |                                          |                                                           |                                                  |                                                      |                                                |                                          |                                       |
| | {\displaystyle (\lambda ,\,G)}                      | {\displaystyle (E,\,G)}               | {\displaystyle (K,\,\lambda )}                      | {\displaystyle (K,\,G)}                  | {\displaystyle (\lambda ,\,\nu )}                         | {\displaystyle (G,\,\nu )}                       | {\displaystyle (E,\,\nu )}                           | {\displaystyle (K,\,\nu )}                     | {\displaystyle (K,\,E)}                  | {\displaystyle (M,\,G)}               |
| {\displaystyle K=\,} | {\displaystyle \lambda +{\frac {2G}{3}}}            | {\displaystyle {\frac {EG}{3(3G-E)}}} |                                                     |                                          | {\displaystyle \lambda {\frac {1+\nu }{3\nu }}}           | {\displaystyle {\frac {2G(1+\nu )}{3(1-2\nu )}}} | {\displaystyle {\frac {E}{3(1-2\nu )}}}              |                                                |                                          | {\displaystyle M-{\frac {4G}{3}}}     |
| {\displaystyle E=\,} | {\displaystyle G{\frac {3\lambda +2G}{\lambda +G}}} |                                       | {\displaystyle 9K{\frac {K-\lambda }{3K-\lambda }}} | {\displaystyle {\frac {9KG}{3K+G}}}      | {\displaystyle {\frac {\lambda (1+\nu )(1-2\nu )}{\nu }}} | {\displaystyle 2G(1+\nu )\,}                     |                                                      | {\displaystyle 3K(1-2\nu )\,}                  |                                          | {\displaystyle G{\frac {3M-4G}{M-G}}} |
| {\displaystyle \lambda =\,} |                                                     | {\displaystyle G{\frac {E-2G}{3G-E}}} |                                                     | {\displaystyle K-{\frac {2G}{3}}}        |                                                           | {\displaystyle {\frac {2G\nu }{1-2\nu }}}        | {\displaystyle {\frac {E\nu }{(1+\nu )(1-2\nu )}}}   | {\displaystyle {\frac {3K\nu }{1+\nu }}}       | {\displaystyle {\frac {3K(3K-E)}{9K-E}}} | {\displaystyle M-2G\,}                |
| {\displaystyle G=\,} |                                                     |                                       | {\displaystyle 3{\frac {K-\lambda }{2}}}            |                                          | {\displaystyle \lambda {\frac {1-2\nu }{2\nu }}}          |                                                  | {\displaystyle {\frac {E}{2(1+\nu )}}}               | {\displaystyle 3K{\frac {1-2\nu }{2(1+\nu )}}} | {\displaystyle {\frac {3KE}{9K-E}}}      |                                       |
| {\displaystyle \nu =\,} | {\displaystyle {\frac {\lambda }{2(\lambda +G)}}}   | {\displaystyle {\frac {E}{2G}}-1}     | {\displaystyle {\frac {\lambda }{3K-\lambda }}}     | {\displaystyle {\frac {3K-2G}{2(3K+G)}}} |                                                           |                                                  |                                                      |                                                | {\displaystyle {\frac {3K-E}{6K}}}       | {\displaystyle {\frac {M-2G}{2M-2G}}} |
| {\displaystyle M=\,} | {\displaystyle \lambda +2G\,}                       | {\displaystyle G{\frac {4G-E}{3G-E}}} | {\displaystyle 3K-2\lambda \,}                      | {\displaystyle K+{\frac {4G}{3}}}        | {\displaystyle \lambda {\frac {1-\nu }{\nu }}}            | {\displaystyle G{\frac {2-2\nu }{1-2\nu }}}      | {\displaystyle E{\frac {1-\nu }{(1+\nu )(1-2\nu )}}} | {\displaystyle 3K{\frac {1-\nu }{1+\nu }}}     | {\displaystyle 3K{\frac {3K+E}{9K-E}}}   |                                       |